# Difluprednato
El difluprednato , es vendido bajo la marca Durezol, es un corticosteroide utilizado para tratar el dolor y la inflamación después de la cirugía ocular. Se utiliza como colirio. Quienes utilicen este medicamento no deben usar lentes de contacto.
Los efectos secundarios de este medicamento incluyen inflamación de los párpados, sensibilidad a la luz y enrojecimiento de los ojos. Otros efectos secundarios pueden incluir aumento de la presión ocular, cataratas, curación lenta e infección. La seguridad de este medicamento durante el embarazo no está clara.
Este medicamento fue aprobado para uso médico en los Estados Unidos en 2008. Está disponible como medicamento genérico. En Estados Unidos, 5 ml cuestan alrededor de 60 dólares estadounidenses en 2021. Originalmente se fabricaba a partir de prednisolona.